# Petalidium barlerioides
Petalidium barlerioides là một loài thực vật có hoa trong họ Ô rô. Loài này được (Roth) Nees miêu tả khoa học đầu tiên năm 1832.